# Oliver Gies (Musiker)
Oliver Gies (* 30. Mai 1973 in Walsrode) ist ein deutscher Sänger (Bariton), Songschreiber und Arrangeur.

## Biografie
Gies ist in Jeddingen, einem Ortsteil von Visselhövede in der Nähe von Rotenburg/Wümme aufgewachsen. Nach einem Lehramtsstudium (Musik/Mathematik) in Hannover hat Gies ein Aufbaustudium in den Bereichen Komposition/Arrangement Jazz/Rock/Pop in Essen absolviert.
1992 zählte er zu den Mitbegründern eines Quartetts, das sich später Maybebop nannte und eine der erfolgreichsten A-cappella-Formationen im deutschsprachigen Raum ist. Gies ist künstlerischer Leiter von Maybebop und schreibt, arrangiert und textet die meisten Stücke. Er schreibt außerdem Auftragskompositionen und coacht Chöre sowie Ensembles.
Seine Chorbearbeitung des Rammstein-Titels Engel war beim Deutschen Chorwettbewerb 2010 das Pflichtstück in der Kategorie Jazz/Pop. 2013 erschien seine Bearbeitung der Schubert-Vertonung von Goethes Ballade Erlkönig auf der Maybebop-CD Weniger ist mehr. Sie wurde von vielen Chören interpretiert.
Gies lebt mit Partnerin und zwei Kindern in Hannover.

## Diskographie (Auswahl)

### Alben mit Maybebop
- 1996: Leichte Kost
- 1997: May be not Bop
- 1999: Prima Pop! Live
- 2001: Auf die Ohren

Und in heutiger Formation:
- 2003: Heiße Luft
- 2004: Weihnacht
- 2005: Immer für dich da!
- 2007: Superheld
- 2008: Superheld Live
- 2008: Schenken!
- 2009: Endlich authentisch
- 2011: Extrem nah dran
- 2012: Wie neu
- 2012: Monumental
- 2012: German verboten (nur online über iTunes erhältlich)
- 2013: Weniger sind mehr
- 2015: Das darf man nicht
- 2015: Adventskalender im September (Single-CD)
- 2015: Für Euch
- 2016: Das darf man nicht (Live) (CD zur DVD)
- 2016: Made in Germany (CD zur Taiwan-Tour)
- 2017: sistemfeler
- 2017: sistemfeler Live (CD zur DVD)
- 2019: Ziel:los!
- 2020: Was sonst noch so lief, Vol.1 (ausschließlich digital)
- 2020: Das, was besser bleibt (EP, ausschließlich digital)
- 2020: Kinderkram
- 2021: Die Gedanken sind frei
- 2022: Mehr Lametta
- 2023: Muss man mögen
- 2024: Schöner Schein